# Darrell Green (Footballspieler)
Darrell Ray Green (* 15. Februar 1960 in Houston, Texas) ist ein ehemaliger US-amerikanischer American-Football-Spieler auf der Position des Cornerbacks. Er spielte für die Washington Redskins in der National Football League (NFL). Der 1,75 Meter große Green wurde 2008 in die Pro Football Hall of Fame gewählt.

## Karriere

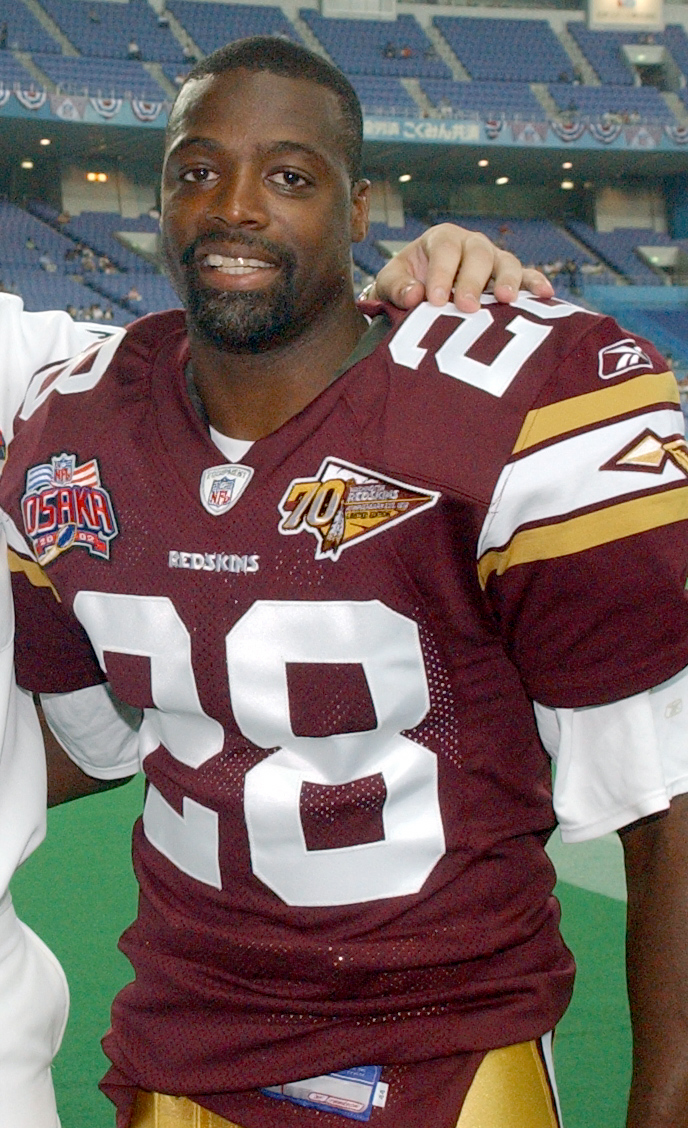
Darrell Green (2002)

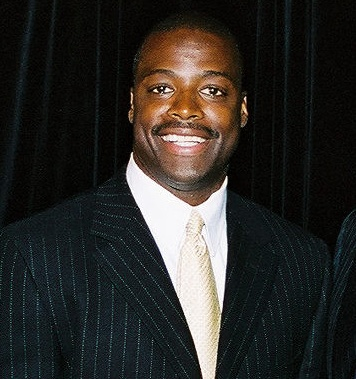
Darrell Green (2002)

Green war bereits in seiner Jugend für seine Schnelligkeit bekannt: er konnte jeweils die 100 Meter in 10,08 Sekunden, die 200 Meter in unter 21 Sekunden und die 400 Meter in unter 46 Sekunden laufen, qualifizierte sich für die nationalen US-Sprintmeisterschaften und war damals Konkurrent des jungen Carl Lewis. An der kleinen Universität Texas A&M University–Kingsville war Green sowohl im Leichtathletik- als auch im Footballteam, obwohl er mit seinen 1,75 Metern als „zu klein“ für diese Sportart galt.
Trotzdem wurde er im NFL Draft 1983 von den Washington Redskins an 28. Stelle ausgewählt, wo er im Team von Joe Gibbs auf Anhieb neuer Stamm-Cornerback wurde und zusätzlich als Return Specialist eingesetzt wurde. Im ersten Spiel gegen die Dallas Cowboys gelang es Green, den durchgebrochenen und damals als schnellsten Mann der NFL geltenden Cowboy Tony Dorsett vor Endzone zu tackeln und somit einen Touchdown zu verhindern. Schon in seinem zweiten Jahr wurde Green (109 Tackles, fünf Interceptions) in den Pro Bowl gewählt, was er in seiner Karriere sieben Mal schaffte. In diesem Jahr schaffte er mit den Redskins den Einzug in den Super Bowl XVIII, sie verloren aber gegen die Los Angeles Raiders mit 9:38.
1987 gewann er mit Washington den Super Bowl XXII, nachdem er im NFC Championship Game gegen die Chicago Bears mit gebrochenen Rippen einen wichtigen Punt-Return-Touchdown erzielt hatte. Er gewann mit Washington den Super Bowl XXVI und wurde in das NFL 1990s All-Decade Team gewählt. Obwohl er zum Zeitpunkt seines siebten Pro-Bowls (1997) bereits 37 Jahre alt war, galt er immer noch als einer der schnellsten Spieler der Liga. Im Alter von 42 Jahren trat Green ab und wurde 2008 in die Pro Football Hall of Fame gewählt.

## NFL-Rekorde
- Einer von zwei Spielern mit 20 NFL-Saisons
- Einziger Spieler mit 20 NFL-Saisons für dasselbe Team
- Meiste Spiele eines Defensivspielers (295)
- Ältester startender Cornerback (42 Jahre)
- Ältester Spieler mit einer Interception (41 Jahre, 304 Tage)
- Meisten Interceptions für die Redskins (54)
- Meisten Spiele für die Redskins (295)

## Privatleben
Green ist verheiratet und hat drei Kinder. Sein Sohn Jared Green spielte als Wide Receiver für die Carolina Panthers.